# Hlubočec
Hlubočec là một làng thuộc huyện Opava, vùng Moravskoslezský, Cộng hòa Séc.